# Tityus uruguayensis
Tityus uruguayensis es una especie de escorpión de la familia Buthidae, nativo de Uruguay, sur de Brasil (Río Grande do Sul) y Argentina (provincia de Entre Ríos).

## Características
Mide entre 4 y 5 cm de longitud. El cuerpo es color castaño claro, con tres líneas más oscuras. El tubérculo ocular es de color más oscuro. Tiene el cuerpo achatado, de aspecto grácil. Sus pinzas son delgadas. Tiene entre 12 y 17 dientes pectíneos en cada peine. Su vesícula posee en la cara dorsal una apófisis subaculear, estructura semejante a un segundo aguijón.

## Historia natural
Vive debajo de las piedras, troncos o materiales de construcción. No excava galerías. Rara vez se introduce dentro de las viviendas humanas, pero puede encontrarse en sus alrededores. Puede reproducirse tanto sexualmente como por partenogénesis.